# 丸山隆平
丸山 隆平（まるやま りゅうへい、1983年〈昭和58年〉11月26日 - ）は、日本の歌手、ベーシスト、俳優。SUPER EIGHTのメンバーであり、主にベースを担当している。
京都府京都市出身。STARTO ENTERTAINMENT所属。

## 来歴
- 1996年、幼い頃から将来の夢が無く、元々芸能界にも興味は無かったが、両親が社会勉強も兼ねて「何かこの子が一生懸命になれるものを見つけな」と考え、ジャニーズ事務所に履歴書を送り、書類審査を突破[5][10]。同年9月22日[10]に1回目のオーディション受け、渋谷すばるら数人と共に雑誌の取材を受ける[5]も、その後しばらく連絡が無かったため、「落ちたんやな」と勘違いし、父親が「まだいけるやろ」ともう一度履歴書を送っていた事から、1997年9月6日[11]に安田章大や錦戸亮や大倉忠義も参加した2回目のオーディションを受ける[12]。しかし、そこで当時社長のジャニー喜多川に「You、受かってるのに何でここにいるの？」と言われ、1回目のオーディションの時点で合格していた事が判明[12][13][14]。以降、関西ジャニーズJr.として活動を始めた[12]。
- 1998年6月には、安田や錦戸と共にB.I.G. WESTを結成し、リーダーとして活動[15][16][12][17]。しかし、その後は仕事や雑誌の取材がほとんど無い期間が続き、高校に入学するタイミングで父親から「20歳になっても芽が出なかったら（芸能活動を）辞めなさい」と言われるも、2001年1月に結成されたバンド形式のグループ・V.WESTのメンバーに選ばれ、未経験ながら「背が高いから」という理由でベースを担当し、関西ジャニーズJr.としての活動を続けた[17][18]。
- 1999年4月、朝日放送『七人のサムライ J家の反乱』でテレビドラマ初出演[19][20]。
- 2002年に関西ジャニーズJr.のメンバーで関ジャニ8（後の関ジャニ∞）を結成し、2004年に関ジャニ∞としてシングル『浪花いろは節』でCDデビュー[21]。
- 2006年11月、テレビ東京系スペシャルドラマ『自転車少年記』で安田とW主演を務め、テレビドラマ初主演[22]。
- 同年12月、大阪松竹座で初のソロライブ『2006 Winter Special 丸山隆平 ソロLIVE』を開催[23]。
- 2009年1月期、テレビ朝日系金曜ナイトドラマ『歌のおにいさん』で連続ドラマ初出演[24][25][注 2]。
- 2010年10月期、フジテレビ系火曜ドラマ『フリーター、家を買う。』に出演し、同年度の『第7回 ドラマ・オブ・ザ・イヤー2010』で新人男優賞を受賞した[26]。
- 2011年1月・2月、舞台『ギルバート・グレイプ』で舞台単独初主演[27][28]。
- 同年12月、ワーナー・ブラザース映画配給映画『ワイルド7』で映画初出演[29][注 3]。
- 2012年2月、フジテレビ系スペシャルドラマ『O-PARTS〜オーパーツ〜』でテレビドラマ単独初主演[30]。
- 同年7月期、テレビ朝日系金曜ナイトドラマ『ボーイズ・オン・ザ・ラン』で連続ドラマ初主演[25][31][注 4]。
- 2014年10月期、日本テレビ系土曜ドラマ『地獄先生ぬ〜べ〜』でゴールデンタイムの連続ドラマ初主演[32][33]。
- 2015年4月より、MBS・TBS系情報番組『サタデープラス』のMCに就任[34]。2023年9月まで約8年半の間MCを務めた[35]。
- 2017年11月、ショウゲート配給映画『泥棒役者』で映画単独初主演[36]。
- 2022年2月・3月、舞台『ヘドウィグ・アンド・アングリーインチ』でブロードウェイ・ミュージカル初出演および初主演[37][38][39][40]。
- 2024年、所属する関ジャニ∞のグループ名が「SUPER EIGHT」に変更された[6]。
- 2025年、ギャガ配給劇場アニメ『アズワン/AS ONE』で声優としてアニメ初出演予定[41]。

## 人物

### 本人
愛称は「丸ちゃん」。
幼い頃は人見知りはした事がなく、小学生時代もどんなグループとも仲良くなれる性格で、小・中学校の成績表にも「明るくて活発でムードメーカー」や「落ち着きが無くて集中力が足りない」の様な事を書かれる事が多かった。そのため、関ジャニ∞（後のSUPER EIGHT）のメンバーの中ではムードメーカー的な存在であり、バラエティ番組やライブのMCではギャグを披露する事が多く、「ジャニーズNo.1ギャガー」とも呼ばれている。また、尊敬する芸人として、「西の師匠」が岡田圭右（ますだおかだ）、「東の師匠」が春日俊彰（オードリー）であると公言している。関ジャニ∞のライブなどでの定番ギャグは、「せーので！」の掛け声とともに右手をグーからパーに開く一発ギャグ「パーン！」。
中毒性のある独特な単語を作り出す事が多く、2009年から2010年にかけて放送されたバラエティ番組『関パニ』（テレビ朝日系列）では、「うさぎ」がお題の絵描き歌を作った際に、「丸みを帯びたU字の水槽」から歌い始まる絵描き歌を即興で披露し、放送から10年以上経っても定期的にTwitterなどのSNSで「U時の水槽」が話題になっている。
部活動は陸上競技部に所属しており、陸上との出会いは小学3年生の時で、同級生の父親が「うちの息子と同じくらい速く走れるのはお前だけや」と熱心に誘われ、陸上の練習や市の記録会に参加していた。尚、関西ジャニーズJr.時代に『8時だJ』（テレビ朝日系列）の「J1グランプリ・ホノルルハーフマラソン」に参加した際に、当時ジャニーズJr.内で圧倒的な人気を誇っていた滝沢秀明や嵐のメンバーらを追い抜き、まだ無名だった自身が1位（安田は2位）でゴールしてしまい、スタッフを困惑させてしまった経験がある。
芸能活動を始めた当初は、高校で特にやりたい事もなく、勉強する意味も感じていなかったため、中学校を卒業したら高校に進学せずにそのまま働くつもりだったが、両親からは「オーディションに受かったからと言って、芸能の仕事が毎日あるわけではないし、その世界でやっていける保証もない」という考えから、進学を勧められていた。そんな中、中学校の担任の先生が芸術コースのある高校を勧められ、パンフレットに目を通すと「普通に勉強するよりも楽しそう」「行ってみようかな」という気持ちになれたため、進学を決意。しかし、私立高校で学費が高額だったため、「これ以上親に迷惑をかけられないから、行くなら絶対に留年しない様にちゃんと卒業しよう」と自分の中で誓い、実際に3年間無遅刻無欠席でその高校を卒業した。
関ジャニ∞の中では最も上京したタイミングが遅く、一時期は東京で仕事がある時には村上が自分の家に泊めており、「丸山が東京に来る度に村上の家に泊まる」という事を繰り返すうちに、ほぼ同棲している様な状態になっていた。これは、渋谷が「バンドリハやってる時のマル（丸山）の様子が変やったから、マルに聞いてみて」と村上に頼み、帰りに丸山を誘い、事情を聞くと「仕事に対して考えていた事があったが、気を遣ってしまい、言いにくい事があった」との事で、村上が丸山に対して「メンバーなんやから言わなアカン時は言え」と励ましたものの、それでも心配だった村上が「（村上の）家に来い！」と丸山を誘った事がきっかけだったという。
初めて買ったCDは、KinKi Kidsの『硝子の少年』。人生で影響を受けた楽曲は東京事変の「群青日和」とMr.Childrenの「ランニングハイ」。
2011年に出演した映画『ワイルド7』の撮影のために、大型二輪免許を取得。しかし、2017年にバイクは手放した。

### 家族
父親の職業は太鼓職人。当初は役者志望で俳優の養成所に通っていた経験があるが、結婚して丸山が生まれ、家族を養うために俳優の夢を諦めたという。
母親は丸山が2歳の時に離婚し、離れて暮らしていた。
母親が偶然関西ジャニーズJr.時代に関西ローカルの番組に出演した丸山を見た際に、長い間会っていなかったのにもかかわらず「息子だ」と気付いたという。丸山も、関西ジャニーズJr.時代に芸能活動を続けようと思えた理由の一つに「どこかでオカンが見てくれるかも」という考えがあったからだという。
その後、2004年に20歳で関ジャニ∞としてデビューし、デビューシングル『浪花いろは節』の握手会に母親が客の一人として参加しており、握手の際に母親の方から「お母さんやで」と丸山に声をかけたが、すぐに通り過ぎてしまい、休憩中にそのことをメンバーに話すと、すぐに追いかけるように言われ探しに行ったが、この時の再会は叶わなかった。しかし、以前より母親と連絡を取り合っていた父親から、実際に母親が握手会に参加していたことを聞かされ、そのまま母親の連絡先を聞くことができ、後日17年越しに再会を果たせたという。
再会するまでは母親の顔を覚えておらず、シャンプーの匂いのみ覚えていたという。そのため、当時の雑誌のインタビューなどで「好きなタイプは？」と聞かれると「髪の毛が黒髪で長い人」と無意識のうちに答えていたが、母親との再会後にその答えが母親のことだったと気付いたという。
母親のことは「アイドルはファンの人と夢を分かち合う仕事だから現実は見せたくなかった」という理由から長らく公表していなかったが、2025年に放送された『A-Studio+』（TBS系列）にて初めて公表した。

### 二度のオーディション
1996年9月22日、1回目のジャニーズ事務所のオーディション受け、当日の最後に、渋谷すばるを含めた数人のみが呼び出され、雑誌の取材を受けた。しかし、その後約半年間何も連絡が無い上に仕事にも呼ばれず、当時同じオーディションを受けていた他の同期がテレビに出演しているのを見たため、「落ちたんやな」と勘違いしていた。
それから数か月が経ち、ある日、自身が通っていた塾を無断欠席し、「家に帰ったら、親父に怒られる」という恐怖と、「また両親に迷惑をかけてしまったな。俺が居ない方が両親は幸せなんじゃないか」との複雑な想いから、自転車で大阪を目指して家出をしたが、当時はまだ小学5年生だった事もあり、家出した夜に宿泊させてもらった友人の説得を受け、1日で帰宅。帰宅した際に家族会議が開かれ両親から叱られたが、母親は既に妹を妊娠していたものの、自身の家出を「本当に心配した」と涙を流していたのを見て、「オカンが大変な時やのに何をやってるんやろ、俺は」と反省し、その話の後、父親が「まだいけるやろ」ともう一度履歴書を送っていた2回目のオーディションの通知が渡され、これらの事から「今度こそ頑張ってみよう！」と再びオーディションを受ける事を決意。偶然にも家出からの帰宅の翌日が2回目のオーディションの本番当日だった。
1997年9月6日に2回目のオーディションを受けるも、そこで当時社長のジャニー喜多川に「YOU受かってるのに何でここにいるの？」と言われ、1回目のオーディションの時点で合格していた事が判明する。この2回目のオーディションには安田章大、錦戸亮、大倉忠義がいた。これにより、1回目のオーディションでは渋谷が、2回目のオーディションでは安田・錦戸・大倉が同期となる。

### 音楽活動
中学生の時の音楽の授業で、長渕剛の「乾杯」を演奏する課題があり、その時にギターを初めて触ったが、その時には全く興味が持てなかったという。
楽器を始めたきっかけは、高校で舞台芸術科に通っており、周りに音楽や芝居の話題があった事から、自身もギターに興味を持ち始め、高校1年生の時に、ゆずの楽曲を高校の友人が演奏しているのを見て「ギターを弾いてみたい」と思い、お年玉を下ろし、両親と共に楽器屋でギターを購入し、ギターを始めた。この「ギターを始める」という行動が、初めて自分から行動を起こした事であったという。また、ギターを始めた事で「楽器を弾く」という喜びや楽しみを初めて知った。その後、安田に誘われ、大阪梅田駅の前で弾き語りの路上ライブをよく行っていた。主にMr.Childrenなどの楽曲や通行人からのリクエストを演奏していた。一度だけ、酔っ払った通行人が2人のライブを聴き、「凄い良かったよ！」と5000円ほどの大金を置いて行った事がとても嬉しくて「これはずっと使わないで、記念に取っておこな！」と大事に保管していたという。

#### ベース
本業となるベースを始めたきっかけは、2001年1月にバンド形式のグループ・V.WESTを結成する際に、「楽器出来る人集まってください」と呼ばれたが、集まった5人全員の弾ける楽器がギターだったため、当時の音楽プロデューサーに「背が高くて立ち姿が映える」という理由で未経験ながらベースを担当することになった。このことに対して丸山は「これやらへんかったら、この世界に残られへんやろな」と思い、迷いは無かったという。
初めて買ったベースは、安価でベース用のアンプと細いシールドがセットになったFender Japanのジャズ・ベース（以下、「ジャズベ」）。
ベースを始めた当初は、V.WESTの冠番組『週刊V.WEST』（関西テレビ）の番組最後に楽曲披露をするコーナーがあり、そこで演奏する曲を覚えていき、「人前で演奏する」ということに慣れていった。また、その当時はV.WESTのメンバーの影響でウィーザーやグリーン・デイやニルヴァーナの楽曲を演奏しており、特にグリーン・デイの「バスケット・ケース」や「スチュアート・アンド・ジ・アヴェニュー」を演奏していたという。
ベースの楽しさに気付いたタイミングは、関ジャニ∞の冠番組『関ジャム 完全燃SHOW』（テレビ朝日系列）が始まった2015年以降だといい、それまでは、ベースプレイに関して周りから何かを言われる機会も無かったため、自ら「ビジネスベース」というほど楽しみが見い出せず、自分のベースプレイに不甲斐なさや「自分には才能も技術も無いのに…」というような不安を感じていた。しかし、『関ジャム』が始まったことにより、様々なミュージシャンと接する機会も増え、中でも2015年9月に放送されたポルノグラフィティとのセッションの際に、ドラマーの野崎真助から「凄く良かった」「もしベースのオーディションがあるなら、僕は君を選ぶかもしれない」と褒められたことから、ベースを弾くからには「自分はベーシストである」と認めて鼓舞することで、「音楽から逃げない様にしよう」「嘘無く、等身大でぶつかっていこう」と思えたという。また、渋谷の影響も大きかったといい、ツアー中に渋谷の歌声を聴いて「凄いボーカルの人と一緒にやってるんだな」と感動し、渋谷が所属していたほかのバンドのベーシストに嫉妬心もあり、「あの人より気持ち良く歌ってもらえてるかな」「もっとこの人（渋谷）をちゃんと支えて、自由に歌える音を出したいな」と考えたことで、「自分がベースを弾く意味」を見つけたという。
2021年時点でのベースの所有本数は約60本から70本。自身の自宅にはベースが一面に置いてあり、親交のあるOKAMOTO'Sのハマ・オカモトからは「丸山ミュージアム」と言われている。
丸山のベースプレイはプロのベーシストからも評判が高く、前述のハマは、「彼（丸山）の演奏が人々の目に留まるのは、彼の異常なまでの向上心と音楽に対するリスペクトがあるからだ。断言出来る」、「（丸山のベースプレイは）人間が出る」「普通の人間では、人が一生かかって一個やるようなことを、一人の人生の一回の中でやっているからこそ出る。だからいいベース」「普通の人間には真似できない。僕も真似できない」と絶賛している。また、自身が尊敬している東京事変の亀田誠治は、丸山の指の長さや筋肉のつき方を「ベース指」と表しているほか、音楽への探究心があることから、「フィジカル的に上手く弾ける指や音感を持っている、そして表現者のマインドとしてミュージシャンシップもある」と称しており、丸山のことを「後輩」ではなく、自分と同じような気持ちを持った「仲間」の認識であると語っている。
さらに、『関ジャム』で共演している俳優の古田新太は、古田自身がベーシストでもあることから番組開始当初は丸山にベースのダメ出しをすることもあったが、2017年時点のインタビューでは「破壊的に上手くなってます」「マルのテクニックたるや、ベーシストとして今（2017年）素晴らしいことになってます」「もう全然マルの方が上手い」と称賛しており、関ジャニ∞のベストアルバム『GR8EST』で共演した東京スカパラダイスオーケストラの川上つよしからは「もうバンドマンレベル以上のテクニックを持っている」とも言われている。
2016年頃、丸山が「本妻」と呼んでいるプレシジョン・ベース（以下、「プレベ」）を「弾きこなせていない」「乗りこなせてない」と思っていた時期があり、それを乗り越えるために、それから約1年間のライブや音楽番組ではほぼ「その本妻1本でやる」と自分に課し、その本妻に真剣に向き合ったことでプレベの使い方や鳴らし方が分かってきたという。すると、プレベの特徴や魅力が理解できたことで、逆に以前よりもジャズベの良さが分かってきたという。具体的には、ドームなどの大きな会場では、丸山いわくプレベでは「音がボワつきすぎて、音像が見えづらくなってしまう」という。そのため、観客に音を届けることを考え、最重要視した結果、大きい会場の時は、丸山いわく「音が粒立ちやすい」ジャズベを使うようになったという。
SUPER EIGHTの楽曲では、基本的にルートで音数が多く、そこにコード・トーンのフレーズが入ってくるようなポップ・パンクのようなタイプの楽曲では抜けが欲しいためジャズベを使うことが多いという。例として、「LIFE〜目の前の向こうへ〜」のイントロのベースフレーズなどは、リスナーの耳に残りやすい印象的なフレーズであるため、ジャズベを使用しているという。

#### 使用器材
- ベース
  - Fender Japan『Jazz Bass』[66]
    - 丸山が初めて買ったベース[66][65]。

  - Fender USA『Jazz Bass 1999年製』[79]
    - Jr.時代に初めて奮発して購入した1本[71]。

  - Fender『Precision Bass 1970年製』[80]
    - サンバーストの塗装がかなり剥離しているのが特徴[80]。

  - Fender『Precision Bass 1963年製』[69]
  - Fender『Hama Okamoto Precision Bass #4』[71]
    - 友人でもあるハマ・オカモト（OKAMOTO'S）のシグネイチャーモデル[71]。
    - 同器の本体裏に、雑誌の対談でハマと共演した際にハマが書いたサインがある[71]。

  - Fender『Precision Bass 1965年後期〜66年中期製』[71]
  - Fender『Precision Bass 1965年製（Fiesta Red）』[81]
  - Fender『Hama Okamoto Fender Katana Bass』[82]
  - Musicman『Stingray』[69]
  - Fullertone Guitars『Pro-Baganda60 Rusted MH / Seminole Red / Off Set Alder』[80]
    - 渋谷の誕生日プレゼントを購入しようと立ち寄った楽器店で同器と出会い購入[80]。

  - YAMAHA『BB734A』[83]
    - 鉛の様な質感の塗装が特徴[83]。
    - 番組のロケで楽器店に行った際に目にし、「買わないぞ！」と決意していたが、後日その楽器店を訪れた際に購入[83]。

  - Hofner『Violin Bass』[84]
  - Fender『Jazz Bass 1959年製』[77]
    - ジャズ・ベースを生産する上での試作機として1959年に作られた、世界的に見ても貴重なプロトタイプ・ジャズ・ベース[77]。
    - ハマとベーシストの宮本將行と丸山の知り合いのコントラバスのリペアマンと4人で食事をしている時に、ハマとリペアマンがプロトタイプ・ジャズ・ベースを追いかけており、当時「ロサンゼルス在住の日本人がクロサワ楽器で購入したものを持っている」という情報を得て、偶然ネット販売で1000万円超の値段をすることを知り、興味本位から後日ハマを除く3人でニューヨーク[注 5]の楽器店を回ったがそのプロトタイプ・ジャズ・ベースは見つからず、その後も4人で「あの楽器にいつか会いに行きたいね」という話はしていたという[77]。
    - すると、クロサワ楽器にそのプロトタイプ・ジャズ・ベースが入荷したとクロサワ楽器側から連絡があり、購入すれば「みんなでジャズ・ベースの始まりを直に見ることができる」「丸山より詳しい人が弾いて批評をしてもらえれば勉強になる」「丸山自身がこのベースの音を聴いてみたい」などの理由から購入を決断したという[77]。
    - 実際に『EIGHT-JAM』など番組でも使用している[77]。

  - Fender『Jazz Bass 1961年製（3 Tone Sunburst）』[85]
    - 2020年頃に丸山が初めて購入したヴィンテージのジャズ・ベース[86]。
    - 当時丸山はスタック・ノブのジャズ・ベースを探しており[注 6]、行きつけの楽器店では入荷しなかったものの、渋谷の楽器店を訪れると偶然このスタック・ノブのジャズ・ベースをばらして整備していたといい、ダメ元で店員に試奏できるか聞いたところ「組み立てたら音を出せますよ」と許可を得たため、「これだけのヴィンテージのベースを試奏するからには購入することを前提に考えなければ失礼」と思い、実際に試奏すると持った時の感触やフィット感が良く、「憧れのスタック・ノブをここで入手しなかったらもう出会えないかもしれない」という気持ちが強かったため購入したという[86]。
    - 指板やフレットは削れており、少し詰まり気味な音だが、ヴィンテージということもあり、敢えて直していないという[87]。

  - Fender『Jazz Bass 1962年製（Fiesta Red）』[85]
    - 丸山のSUPER EIGHTでのメンバーカラーがオレンジであるため、2018年頃からオレンジに色味が近いフィエスタ・レッドのベースを探しており、当初は全く出回っていなかったが、ある時から凄くヴィンテージのベースが出回り始めたといい、そのうち状態や音がとても良かったこの1本を購入したという[65]。

  - Fender『Jazz Bass 1962年製（3 Tone Sunburst）』[88]
  - Fender『Jazz Bass 1964年製（Black）』[88]
    - ボディカラーはカスタム・フィニッシュであるブラックでヘッド部も同色に塗られたマッチング・ヘッド仕様のジャズ・ベース[88]。
    - 1964年製でのブラック・フィニッシュは、当時あまりオーダーがなかったことから比較的貴重な個体[88]。
    - ピックガードは通称「グリーン・ガード」と呼ばれている若干緑がかった味のセルロイド製のものが使用されている[88]。

  - Fender『Jazz Bass 1965年製（Dakota Red）』[89]
    - シリアルがLの7万番台であるため1965年製だが、ネックや指板、持ち手の形状などから1966年から67年製と思われる仕様が見られ、仕様が混在したベースとなっている[89]。

  - Fender『Jazz Bass 1966年製（Olympic White）』[89]
    - 長年ブリッジ・カバーが取り付けられたまま使用されたと思われるボディの焼けが見られる[89]。
    - 1966年のモデルの特徴である、持ち手が丸みを帯びた形状のパドル・ペグが見られ、バインディングが施された指板とドット・ポジションマークの組み合わせは、僅かな期間のみ作られたため貴重な個体である[89]。

  - Fender『Jazz Bass 1966年 / 1968年製（Candy Apple Red）』[89]
    - 1966年製のジャズ・ベースのボディに、1968年製のジャズ・ベースのネックが取り付けられている[89]。
    - ヘッドには通称「CBSロゴ」と言われる大きな「JAZZ BASS」という文字がプリントされており、持ち手には丸みを帯びたパドル・ペグが使用されている[89]。

  - Fender『Jazz Bass 1972年製』[90]
  - Fender『Precision Bass 1965年製』[90]
- アンプ
  - Ampeg『SVT-PRO』[79]
  - Ampeg『SVT-810E』[79]
  - Avalon『U5』[79]
  - AKIMA & NEOS『Wild Bass 100』[83]
  - Fender『Bassman 100T』[83]
- エフェクター
  - KORG『VP-10』[79]
  - KORG『DT-10』[83]
  - MXR『M80 Bass D.I.+』[79]
  - Providence『PEC-4』[79]
  - EBS『Multi Comp』[79]
  - AKIMA & NEOS『Multi Tube Direct Injector』[83]
  - CAJ『AC/DC STATION ver.4』[83]
  - AVALON『U5』[83]
- ピック
  - Jim Dunlop『TORTEX Triangle Pick（0.88mm）』[83]

### 交友関係
ハマ・オカモト（OKAMOTO'S）とは、2015年に関ジャニ∞として出演した『ミュージックステーション』（テレビ朝日系列）での共演がきっかけだという。その際に関ジャニ∞がバンドスタイルで初披露した「ズッコケ男道」のアレンジとその演奏に感動し、OKAMOTO'Sが「曲を提供したいな」と思っていた所、丸山が同年の関ジャニ∞のアルバム『関ジャニ∞の元気が出るCD!!』を制作する際に、「OKAMOTO'Sさんとやりたい！」と提案した事で、実際にOKAMOTO'Sによる楽曲提供が実現し、「勝手に仕上がれ」が制作された。更に、楽曲提供で親交を深めた直後に「ベースって地味に見られがちなので、派手なテクニックを身につけたい」と考え、『関ジャム 完全燃SHOW』（テレビ朝日系列）でハマから丸山にスラップ奏法を指南する企画を行い、それ以降、ハマの事を友人でもありながら「師匠」と称えている。更に、自身がベース専門誌『ベース・マガジン』の表紙に初めて抜擢された際には、ハマは「誰が（表紙に）なるより、あなたが表紙になるのが一番嬉しいかもしれません」とコメントを寄せている。
東京事変および亀田誠治のファンを公言しており、『関ジャム』で東京事変特集を行った際には、通常のひな壇ではなく、自身が解説者となって東京事変の魅力を紹介している。また、東京事変のベストアルバム『総合』が発売された際の、『音楽ナタリー』の著名人ファンによるアルバムレビューでも丸山がコメントを寄せている。自身が東京事変を好きになったきっかけは、実家に住んでいた頃に、テレビデオで様々なアーティストのミュージック・ビデオを流す番組を観ていた際に、「群青日和」が紹介され、「うわ、このバンド、みんな格好良い！」と衝撃を受けた事であり、翌日にはそのCDを購入した。しかし、最初は「凄く格好良い女性ギターボーカルのバンド」という認識で、ボーカルが椎名林檎であると気付かなかったという。自身が亀田と初めて実際に会って話したのは、2011年に放送された『ザ少年倶楽部プレミアム』（NHK BSプレミアム）での対談である。一方で亀田は、その前年である2010年に共演した『ミュージックステーション』（テレビ朝日系列）で関ジャニ∞が「LIFE〜目の前の向こうへ〜」を生演奏した事が印象に残っており、前述の対談のオファーがあった時に、「もしかしたら面白い出会いになるんじゃないか」と感じていたという。その対談がきっかけとなり、プライベートでも連絡を取り合う様になった。その後も交流は続き、2021年には丸山のオファーにより、アルバム『8BEAT』に収録されたタイトルトラック「8beat」を亀田が楽曲提供している。
大野智（嵐）とは、自身の連続ドラマ初出演となった2009年のドラマ『歌のおにいさん』（テレビ朝日系列）での共演以降、同じ11月26日生まれという事もあり、互いに誕生日プレゼントを送り合うのが毎年の恒例となっており、一緒に誕生日会を行った事もある。
演技作品をきっかけに俳優と仲良くなる事も多く、2013年のドラマ『泣くな、はらちゃん』（日本テレビ系列）で共演した菅田将暉とはメールをしたりカラオケに一緒に行ったりする友人であると語っている。特に、2021年のドラマ『着飾る恋には理由があって』（TBS系列）で共演した横浜流星とは、丸山が横浜の事を「ソウルメイト」といい、横浜が学生時代の同級生を丸山に紹介して一緒に遊ぶほどの仲になっており、横浜は丸山の事を「尊敬できる人。仕事面でも、人間としても」と語っている。

### 疾病
2020年9月24日、メンバーの大倉が新型コロナウイルス「COVID-19」に感染し、丸山が濃厚接触者に該当したことを発表。前日の23日にメンバーにPCR検査を実施したところ全員陰性だったが、保健所の指導に基づく濃厚接触者の特定により、自身とマネージャー1名が濃厚接触者に該当した。このことから自身は2週間の隔離生活で様子を見るとした。そのため、自身がMCを務める情報番組『サタデープラス』（MBS/TBS系列）の同年9月26日・10月3日の放送を欠席し、メンバーの村上・横山がそれぞれ代役MCを務めた。その後、保健所の指導に基づいた2週間の隔離生活を経て体調に異変はないこと、期間中に2度実施したPCR検査も陰性だったことから同年10月6日に活動を再開した。
2022年4月26日、新型コロナウイルス「COVID-19」に感染したことを発表。発表によると、同日の朝より38.6度の発熱を訴え、PCR検査を実施したところ、陽性が確認された。そのため、前述の『サタデープラス』の同年4月30日・5月7日の放送を欠席。2020年と同様に横山が代役MCを務めた。その後、一定の経過観察期間を経て、体調も回復し、PCR検査で陰性の確認が取れたため、同年5月10日に活動を再開した。

## 所属グループ
※デビューしたグループのみ。
- SUPER EIGHT[注 1]（2002年 - ）[21]
- Twenty★Twenty（2020年）[114]
- STARTO for you（2024年）[115]
- KAMIGATA BOYZ（2024年）[116]

## 出演
- ドラマなどの主演作品は役名を太字で表記。
- テレビ・ラジオ番組は2024年現在レギュラー放送中または不定期で放送中の番組を太字で表記。

### ドラマ

#### テレビドラマ
- 七人のサムライ J家の反乱（1999年4月10日 - 2000年9月30日、朝日放送） - 城之内隆平 役[20]
- 国盗り物語（2005年1月2日、テレビ東京） - 森蘭丸 役[117]
- 名探偵キャサリンVS十津川警部 京友禅の謎（2006年8月7日、TBS） - 土田四郎 役[118]
- 自転車少年記（2006年11月23日、テレビ東京） - 草太 役[注 7][22]
- ダブル(複体)（2006年12月28日、関西テレビ） - 丸山 役[119]
- 輪違屋糸里〜女たちの新撰組〜（2007年9月9日・10日、TBS） - 沖田総司 役[20]
- 歌のおにいさん（2009年1月16日 - 3月13日、テレビ朝日） - 斉藤守 役[24]
- 0号室の客 Second Story「才能のある男」（2009年11月21日 - 12月5日、フジテレビ） - 五十嵐修 役[注 7][120]
- フリーター、家を買う。（2010年10月19日 - 12月21日、フジテレビ） - 豊川哲平 役[121]
  - フリーター、家を買う。スペシャル（2011年10月4日）[122]
- 生きてるだけでなんくるないさ（2011年8月20日、日本テレビ） - 岡島健太郎 役（友情出演）[123]
- ストロベリーナイト シリーズ（フジテレビ） - 湯田康平 役
  - ストロベリーナイト レジェンド（2012年1月6日）[124]
  - ストロベリーナイト（2012年1月10日 - 3月20日）[125]
  - ストロベリーミッドナイト（2013年1月23日 - 1月26日）[126]
  - ストロベリーナイト アフター・ザ・インビジブルレイン（2013年1月26日）[126][注 8]
- O-PARTS〜オーパーツ〜（2012年2月27日 - 3月1日、フジテレビ） - 柿沢雄一 役[30]
- 13歳のハローワーク 最終話（2012年3月9日、テレビ朝日） - 渡辺大紀 役（友情出演）[127]
- パパドル!（2012年4月19日 - 6月28日、TBS） - 丸山隆平（本人） 役[128]
  - パパドル! 特別編（2012年5月3日）[129]
- ボーイズ・オン・ザ・ラン（2012年7月6日 - 9月7日、テレビ朝日） - 田西敏行 役[25]
- 泣くな、はらちゃん（2013年1月19日 - 3月23日、日本テレビ） - 田中くん 役[130]
- 世にも奇妙な物語 2013年 春の特別編「石油が出た」（2013年5月11日、フジテレビ） - 湯元義弘 役[131]
- 地獄先生ぬ〜べ〜（2014年10月11日 - 12月13日、日本テレビ） - 鵺野鳴介 役[32]
- 誘拐法廷〜セブンデイズ〜（2018年10月7日、テレビ朝日） - 宇津井秀樹 役[132]
- よつば銀行 原島浩美がモノ申す!〜この女に賭けろ〜（2019年1月21日 - 3月11日 、テレビ東京） - 加東亜希彦 役[133]
- 大江戸グレートジャーニー 〜ザ・お伊勢参り〜（2020年6月6日 - 7月11日、WOWOW） - 辰五郎、徳川家斉 役（※一人二役）[134][注 9]
- 知ってるワイフ 最終話（2021年3月18日、フジテレビ） - 大阪の男性[注 10] 役（友情出演）[135]
- 着飾る恋には理由があって（2021年4月20日 - 6月22日、TBS） - 寺井陽人 役[136]
- FOGDOG（2025年7月22日 - 、読売テレビ） - 猿渡響 役[注 11][137]

#### 再現ドラマ
- 関ジャニQ展開!（TBS）
  - 「不良の服装がマジメな服装に!なぜ?」（2018年10月9日） - 山田公平 役[138]
  - 「なぜお酒を飲んでいないのに飲酒運転で捕まった?」（2019年6月22日） - 弁護士 役[139]

### 映画
- 新宿少年探偵団（1998年4月29日公開／淵井正文監督、松竹）[注 12]
- ワイルド7（2011年12月21日公開／羽住英一郎監督、ワーナー・ブラザース映画） - パイロウ 役[29]
- エイトレンジャー（2012年7月28日公開／堤幸彦監督、東宝） - 丸ノ内正悟 / オレンジ 役[注 13][140]
  - エイトレンジャー2（2014年7月26日公開）[141]
- ストロベリーナイト（2013年1月26日公開／佐藤祐市監督、東宝） - 湯田康平 役[142]
- 円卓 こっこ、ひと夏のイマジン（2014年6月21日公開／行定勲監督、東宝） - ジビキ 役[143]
- 泥棒役者（2017年11月18日公開／西田征史監督、ショウゲート） - 大貫はじめ 役[36]
- 金子差入店（2025年5月16日公開／古川豪監督、ショウゲート） - 金子真司 役[144]

### オリジナルビデオ
- 8UPPERS FEATURE MUSIC FILM（2010年10月20日発売[注 14]／中村哲平監督） - ガム 役[注 13][146]

### 舞台
- MASK（1997年12月6日 - 27日、大阪松竹座）[147]
- KYO TO KYO（シアター1200）
  - 春公演（1998年4月18日 - 7月12日）[148]
  - サマーフェスティバル（1998年7月18日 - 8月31日）[148]
  - 秋公演 （1998年9月6日 - 11月29日）[148]
- ANOTHER（2002年8月4日 - 25日、大阪松竹座） - マル 役[注 13][149]
- 関ジャニ∞ サマースペシャル（大阪松竹座）[注 13]
  - DOUTON BOYS（2003年8月2日 - 24日） - マル 役[150]
  - サマー・ストーム（2004年8月7日 - 29日） - 大川允斗 役[151]
  - Magical Summer（2005年8月5日 - 28日） - スグリ・シートン 役[152]
  - Another's "ANOTHER"（2006年8月3日 - 27日） - ニジョウ・コレキヨ 役[153]
- DREAM BOY シリーズ
  - DREAM BOY（2004年1月8日 - 31日、帝国劇場）[154]
  - DREAM BOY（2004年、梅田コマ劇場）
    - KAT-TUN & 関ジャニ8編（4月30日 - 5月7日）[注 15][154]
    - タッキー編（5月8日 - 5月21日）[154]

  - Hey! Say! DREAM BOY（2005年4月27日 - 5月15日、梅田芸術劇場） - マルヤマ 役[注 15][155]
  - KAT-TUN VS 関ジャニ∞ DREAM BOYS（2006年1月3日 - 29日、帝国劇場） - マルヤマ 役[注 15][153]
- ギルバート・グレイプ（2011年1月16日 - 2月6日、東京グローブ座 / 2月18日 - 23日、森ノ宮ピロティホール） - ギルバート・グレイプ 役[27][28]
- BOB（2012年4月27日 - 5月21日、東京グローブ座 / 5月24日 - 29日、サンケイホールブリーゼ） - 田畑春彦 役[156]
- マクベス（2016年6月26日 - 7月24日、東京グローブ座） - マクベス 役[157]
- 泥棒役者（2018年4月5日 - 10日、サンケイホールブリーゼ / 4月15日 - 5月11日、東京グローブ座） - 大貫はじめ 役[158]
- パラダイス - 梶浩一 役[159][160]
  - 2020年版（2020年5月31日 - 6月29日、Bunkamuraシアターコクーン / 7月4日 - 13日、東大阪市文化創造館 Dream House 大ホール） - ※全公演中止[注 16][159]
  - 2022年版（2022年9月25日 - 10月3日、森ノ宮ピロティホール / 10月7日 - 11月3日、Bunkamuraシアターコクーン）[160][注 17]
- ヘドウィグ・アンド・アングリーインチ（2022年2月3日 - 13日、EX THEATER ROPPONGI / 2月16日 - 19日、Zepp Osaka Bayside / 2月23日、Zepp Fukuoka / 2月25日 - 27日、Zepp Nagoya / 3月2日、Zepp Sapporo / 3月4日 - 6日、Zepp DiverCity TOKYO） - ヘドウィグ / ハンセル 役[37]
- らふらふ 〜Rough-Laugh〜（2024年2月10日・11日、エブノ泉の森ホール / 5月23日 - 26日、SkyシアターMBS / 11月8日 - 10日、東京グローブ座）[162][163][164][注 18]
- ハザカイキ（2024年3月31日 - 4月22日、THEATER MILANO-Za / 4月27日 - 5月6日、森ノ宮ピロティホール） - 菅原裕一 役[165]
- 浪人街（2025年2月20日 - 3月16日、新橋演舞場 / 3月21日 - 28日、御園座 / 4月2日 - 10日、南座） - 荒牧源内 役[166]
- 震度3（2025年8月21日 - 9月7日〈予定〉、本多劇場 / 9月10日 - 16日〈予定〉、梅田芸術劇場 シアター・ドラマシティ / 9月19日 - 21日〈予定〉、J:COM北九州芸術劇場 中劇場）[167]

### 劇場アニメ
- アズワン/AS ONE（2025年8月22日公開〈予定〉／静野孔文監督、ギャガ） - ルロワ 役[41]。

### テレビ番組

#### レギュラー番組
- 痛快!エブリデイ（2007年4月3日 - 2008年6月24日、関西テレビ） - 火曜レギュラー[168]
- ありえへん∞世界（2008年4月15日 - 、テレビ東京）[169]
- 愛の修羅バラ!（2009年4月5日 - 2010年12月26日、読売テレビ・中京テレビ）[170]
- サタデープラス（2015年4月4日 - 2023年9月30日、MBS・TBS） - MC[34][35]

#### 特別番組
- トヨタECOスペシャル（2009年 - 2011年、日本テレビ） - リポーター
  - 地球不思議大紀行 生命の海の謎を追え!（2009年7月20日）[171]
  - 奇跡の海を行く!僕たちの地球大航海（2010年7月19日）[172]
  - 太陽が生んだ奇跡!灼熱!アフリカ大紀行（2011年7月18日）[173]
- 禁断の芸能人イメージ調査ゲームファイトグラフ2014（2014年1月3日、フジテレビ） - MC[174]
- ラスコク（2014年3月29日、TBS） - MC[175]
- ふり返れば同級生がいる!（2019年1月2日・2020年1月2日、読売テレビ・日本テレビ） - MC[176][177]
- 浜田が豪華ゲストと専門店で新春爆買いツアー!（2021年1月2日・2022年1月2日、読売テレビ・日本テレビ） - MC[178][179]

#### ナレーション
- スッキリ（2021年11月12日、日本テレビ） - 天の声ゴールド[180][注 19]

### ラジオ
- レコメン!（2013年 - 2016年・2020年、文化放送） - 木曜パーソナリティ
  - 関ジャニ∞ 村上信五と丸山隆平のレコメン!（2013年4月4日 -2016年3月24日）
  - 関ジャニ∞のレコメン! 〜あれから8年スペシャル〜（2020年12月19日）[181]
- 関ジャニ∞・丸山隆平 Bassist Bar（2017年12月27日・2019年1月4日、TBSラジオ） - パーソナリティ[182][183]
- THE TRAD（2022年6月23日・2024年8月29日、TOKYO FM） - 副店長代理（代役パーソナリティ）[184][185][186]
- 木下グループ Groove-Method（2025年5月17日・24日・6月28日 / 7月5日[注 20] - 、FM COCOLO） - DJ[注 21][187][188]

### インターネット配信
- #ハルちゃんのお悩み相談室（2021年5月8日 - 6月5日、YouTube）[189][注 22]

### CM
- モンスターハンター ポータブル3rd（2011年）- 横山裕、村上信五、渋谷すばるとの共演
- 森永製菓
  - 「ICE BOX」熱くなった後に 篇（2013年4月29日 - ） - 安田章大、錦戸亮との共演
  - 「冷やし甘酒」（2019年7月 - 2022年3月） - 横山裕と共演[190]
- ウテナ「シンプルバランス」（2019年4月 - ）[191]

### イベント
- 日比谷音楽祭（日比谷公園） - スペシャルMC
  - 日比谷音楽祭2024（2024年6月8日）[192]
  - 日比谷音楽祭2025（2025年6月1日）[193]
- ソフトバンクホークス誕生20周年デー in 大阪（2025年5月13日、京セラドーム大阪） - 始球式[194]
- FENDER EXPERIENCE 2025「MEET THE MASTER BUILDERS」（2025年10月11日 - 13日〈予定〉、表参道ヒルズ・ラフォーレミュージアム原宿・Fender Flagship Tokyo）[195]

## 受賞歴

### 第1位
- 2010年度
  - 第7回 ドラマ・オブ・ザ・イヤー2010 新人男優賞（『フリーター、家を買う。』）[26]

### 第2位以下
- 2009年度
  - 第12回 日刊スポーツ・ドラマグランプリ 2009年1月期 助演男優賞 第2位（『歌のおにいさん』）[196]
- 2012年度
  - 第9回 ドラマ・オブ・ザ・イヤー2012 1月期 新人賞 第3位（『ストロベリーナイト』）[197]
  - 第9回 ドラマ・オブ・ザ・イヤー2012 新人男優賞 第2位（『ストロベリーナイト』）[198]

### その他
- 2023年度
  - ベストカラアゲニスト2023（日本唐揚協会）[199][200]

## ライブ
※グループ活動以外のライブやイベントのみ記述。

### ワンマンライブ
| 日程                          | ライブタイトル                        | 開催日 | 開催日 | 回数 | 会場                 |
| ----------------------------- | ------------------------------------- | ------ | ------ | ---- | -------------------- |
| 全6公演 2006年12月18日 - 20日 | 2006 Winter Special 丸山隆平 ソロLIVE | 12月   | 18日   | 2    | 大阪松竹座（大阪府） |
| 全6公演 2006年12月18日 - 20日 | 2006 Winter Special 丸山隆平 ソロLIVE | 12月   | 19日   | 2    | 大阪松竹座（大阪府） |
| 全6公演 2006年12月18日 - 20日 | 2006 Winter Special 丸山隆平 ソロLIVE | 12月   | 20日   | 2    | 大阪松竹座（大阪府） |

### 対バンイベント
| 日程          | イベントタイトル                          | 対バンアーティスト | 会場                 | 備考 |
| ------------- | ----------------------------------------- | ------------------ | -------------------- | ---- |
| 2025年6月30日 | 炎の九連組み手 -Road to 10th Anniversary- | 岡崎体育           | LIQUIDROOM（東京都） |      |

## 楽曲制作
- 特記が無い限りSUPER EIGHTの作品・メンバー。
- 「HANNYA MAN」は丸山の別名義[1]。
- 「初収録作品」にて、特定形態のみの収録などの詳細については個々のページを参照。

### CD収録曲（楽曲制作）
| 曲名                              | 担当       | アーティスト     | 初収録作品                         | 作品コード | 備考      |
| --------------------------------- | ---------- | ---------------- | ---------------------------------- | ---------- | --------- |
| ∞レンジャー                       | 作詞       | 関ジャニ∞        | ER                                 | 128-7152-4 | [ 注 23 ] |
| ONE                               | 編曲       | すばるBAND       | KJ1 F・T・O                        | 122-6124-6 | [ 注 24 ] |
| ∞SAKAおばちゃんROCK               | 作詞       | 関ジャニ∞        | ∞SAKAおばちゃんROCK/大阪ロマネスク | 132-2489-1 | [ 注 25 ] |
| MAGIC WORD 〜僕なりの…〜          | 作詞       | 丸山隆平         | KJ2 ズッコケ大脱走                 | 141-2094-1 | [ 注 26 ] |
| ∞o'clock 08                       | 作詞       | 関ジャニ∞        | 無責任ヒーロー                     | 126-6072-8 | [ 注 27 ] |
| fuka-fuka Love the Earth          | 作詞       | 関ジャニ∞        | 無責任ヒーロー                     | 151-1016-8 | [ 注 28 ] |
| ワンシャン・ロンピン♬             | 作詞       | 丸山隆平         | PUZZLE                             | 500-4205-0 | [ 注 26 ] |
| One day in winter                 | 作詞       | 関ジャニ∞        | GIFT 〜緑〜                        | 164-6374-9 | [ 注 29 ] |
| All is well                       | 作詞       | 関ジャニ∞        | JUKE BOX                           | 708-6015-7 | [ 注 27 ] |
| 道                                | 作詞       | 渋谷・丸山       | 関ジャニズム                       | 205-5674-8 | [ 注 30 ] |
| 夏の恋人                          | 作詞       | 関ジャニ∞        | 前向きスクリーム!                  | 713-0212-3 |           |
| 元気が出るSONG                    | 作詞・作曲 | 関ジャニ∞        | 関ジャニ∞の元気が出るCD!!          | 713-6625-3 | [ 注 31 ] |
| my store 〜可能性を秘めた男たち〜 | 作詞・作曲 | 丸山・安田・大倉 | 関ジャニ∞の元気が出るCD!!          | 214-6958-0 | [ 注 32 ] |
| エイトエイターOh!                 | 作詞       | 関ジャニ∞        | 罪と夏                             | 715-1798-7 |           |
| ふわふわポムポム                  | 作詞・作曲 | 関ジャニ∞        | NOROSHI                            | 223-7392-6 |           |
| Re:LIVE                           | 作詞       | 関ジャニ∞        | Re:LIVE                            | 256-2415-6 | [ 注 33 ] |
| クリームシチュー                  | 作詞・作曲 | 関ジャニ∞        | ひとりにしないよ                   | 263-0626-3 | [ 注 31 ] |

### CD未収録曲（楽曲制作）
※初収録された映像作品を記述。
| 曲名           | 担当       | アーティスト     | 初収録作品                | 作品コード | 備考      |
| -------------- | ---------- | ---------------- | ------------------------- | ---------- | --------- |
| ∞o'clock       | 作詞       | 関ジャニ∞        | Spirits!!                 | 126-6072-8 | [ 注 27 ] |
| Who's foods?   | 作詞       | 村上・丸山・安田 | 未収録                    | 137-0147-9 | [ 注 34 ] |
| ホシイモノハ。 | 作詞・作曲 | 横山・村上・丸山 | 無責任ヒーロー（特典DVD） | 151-0951-8 | [ 注 35 ] |
| YOU CAN SEE    | 作詞       | 村上・丸山       | PUZZLE（特典DVD）         | 158-1298-7 | [ 注 36 ] |
| ∞o'clock 19    | 作詞       | 関ジャニ∞        | 十五祭                    | 126-6072-8 | [ 注 27 ] |
| SUPER ∞o'clock | 作詞       | SUPER EIGHT      | 超DOME TOUR 二十祭        | 126-6072-8 | [ 注 27 ] |

## ソロ・ユニット曲

### CD収録曲（ソロ・ユニット曲）
- 表記は発売および収録順。
- 「初収録作品」にて、特定形態のみの収録などの詳細については個々のページを参照。

| タイトル                 | クレジット                                                            | 初収録作品         | 作品コード | 備考 |
| ------------------------ | --------------------------------------------------------------------- | ------------------ | ---------- | ---- |
| MAGIC WORD 〜僕なりの…〜 | 作詞：HANNYA MAN 作曲：コモリタミノル 編曲：大坪直樹                  | KJ2 ズッコケ大脱走 | 141-2094-1 |      |
| ワンシャン・ロンピン♬    | 作詞：HANNYA MAN 作曲：磯崎健史 編曲：佐藤泰将                        | PUZZLE             | 500-4205-0 |      |
| Kick                     | 作詞・作曲：サイトウヨシヒロ 編曲：高橋浩一郎 ブラスアレンジ：YOKAN   | 8UPPERS            | 500-5709-0 |      |
| ヒカリ                   | 作詞・作曲：吉田一郎 編曲：リンドウ、Hiromu、野間康介、Justin Frieden | 8BEAT              | 268-1783-7 |      |

| タイトル                          | クレジット                                                     | メンバー         | 初収録作品                | 作品コード | 備考 |
| --------------------------------- | -------------------------------------------------------------- | ---------------- | ------------------------- | ---------- | ---- |
| 太陽の子供                        | 作詞：MASA 作曲：馬飼野康二 編曲：長岡成貢                     | 横山・村上・大倉 | KJ1 F・T・O               | 130-3709-9 |      |
| Carnival                          | 作詞・作曲：樋口了一 編曲：森俊之                              | 大倉             | KJ1 F・T・O               | 130-3712-9 |      |
| ONE                               | 作詞：SUBARU 作曲：安田章大 編曲：すばるBAND                   | 渋谷・安田・大倉 | KJ1 F・T・O               | 122-6124-6 |      |
| 二人の花                          | 作詞・作曲：mArt、3104 編曲：葉山拓亮                          | 大倉             | マイホーム                | 174-6417-0 |      |
| パンぱんだ                        | 作詞：AMO 作曲：田中秀典 編曲：大西省吾                        | 横山             | FIGHT                     | 181-4606-6 |      |
| ビースト!!                        | 作詞：錦戸亮 作曲：朱鷺羽ソウ 編曲：高橋浩一郎                 | 村上・錦戸       | JUKE BOX                  | 708-5542-1 |      |
| 道                                | 作詞：渋谷すばる、丸山隆平 作曲：マシコタツロウ 編曲：大西省吾 | 渋谷             | 関ジャニズム              | 205-5674-8 |      |
| my store 〜可能性を秘めた男たち〜 | 作詞：関ジミ3 作曲：TAKESHI、丸山隆平 編曲：高橋浩一郎         | 安田・大倉       | 関ジャニ∞の元気が出るCD!! | 214-6958-0 |      |
| The Light                         | 作詞：SHIKATA 作曲：GRP、SHIKATA 編曲：GRP、KAY、SHIKATA       | 安田             | 罪と夏                    |            |      |
| ノスタルジア                      | 作詞：田中秀典 作曲・編曲：蔦谷好位置                          | 安田・錦戸・大倉 | ジャム                    | 229-0987-7 |      |

### CD未収録曲（ソロ・ユニット曲）
- 表記は50音順。
- JASRAC公式サイトの「作品データベース検索サービス」[203]の検索結果をもとに記述。

| タイトル       | クレジット                                                  | メンバー         | 初収録作品                | 作品コード | 備考       |
| すばるBAND     | すばるBAND                                                  | すばるBAND       | すばるBAND                | すばるBAND | すばるBAND |
| -------------- | ----------------------------------------------------------- | ---------------- | ------------------------- | ---------- | ---------- |
| Soul way       | 作詞：SUBARU 作曲：安田章大                                 | 渋谷・安田・大倉 | 未収録                    | 111-5171-4 |            |
| Down up↑       | 作詞：SUBARU 作曲：安田章大                                 | 渋谷・安田・大倉 | 未収録                    | 140-7441-9 |            |
| High Position  | 作詞：SUBARU 作曲：安田章大                                 | 渋谷・安田・大倉 | 未収録                    | 137-0152-5 |            |
| その他         |                                                             |                  |                           |            |            |
| 明日           | 作詞・作曲：Gajin                                           | 安田・大倉       | Spirits!!                 | 126-6062-1 |            |
| Who's foods?   | 作詞：村上信五、丸山隆平、安田章大 作曲：川端良征           | 村上・安田       | 未収録                    | 137-0147-9 |            |
| ホシイモノハ。 | 作詞：丸山隆平 作曲：M.com 編曲：龍山一平、大川カズト       | 横山・村上       | 無責任ヒーロー（特典DVD） | 151-0951-8 |            |
| モナコブルー   | 作詞・作曲：出口雅之                                        | 安田・大倉       | 未収録                    | 128-7134-6 |            |
| YOU CAN SEE    | 作詞：村上信五、丸山隆平、佐伯youthK 作曲・編曲：佐伯youthK | 村上             | PUZZLE（特典DVD）         | 158-1298-7 |            |

## ブログ
※特記の無い限り、丸山自身によるブログ。
- Johnny's web[注 39]
  - 丸の大切な日（2008年11月26日 - ）[204][205]

## 書籍

### 雑誌連載
- Myojo「GIRL FRIENDS」（2012年5月号 - 2019年9月号、集英社） - 加藤シゲアキとの合同連載[206]
- dancyu「丸山隆平の美味しいってなんだろう?」（2019年8月号 - 2025年1月号、プレジデント社）[207]